# Henri II (roi de France)
Pour les articles homonymes, voir Henri II et Henri Ier.
Pour les articles homonymes, voir Henri de France, Henri d'Orléans, Henri de Valois et Henri de Bretagne.
Henri II, né le 31 mars 1519 à Saint-Germain-en-Laye et mort le 10 juillet 1559 à Paris, est roi de France de 1547 à sa mort. Deuxième fils du roi François Ier, il devient l'héritier du trône à la mort de son frère aîné François, en 1536. Il reçoit alors les titres de dauphin et de duc de Bretagne, sans avoir été couronné en la cathédrale de Rennes.
Roi représentatif de la Renaissance française, Henri II poursuit en partie l'œuvre politique et artistique de son père. Il continue les guerres d'Italie, en concentrant son attention sur l'empire de Charles Quint qu'il parvient à mettre en échec. Henri II maintient la puissance de la France. Son règne se termine cependant sur des événements défavorables comme la défaite de Saint-Quentin (1557) et le traité du Cateau-Cambrésis (1559) qui met un terme au rêve italien.
Son règne marque également l'essor du protestantisme qu'il réprime avec davantage de rigueur que son père. Devant l'importance des adhésions à la Réforme, Henri II ne parvient pas à régler la question religieuse, qui débouche après sa mort sur les guerres de Religion.
Le 30 juin 1559, lors d’un tournoi tenu rue Saint-Antoine à Paris (devant l'ancien hôtel des Tournelles), il est blessé d'un éclat de lance dans l'œil par Gabriel de Montgommery, capitaine de sa garde écossaise. Il en meurt dix jours plus tard.
Son image est attachée à celle de son influente favorite, Diane de Poitiers.

## Jeunesse

### Enfance

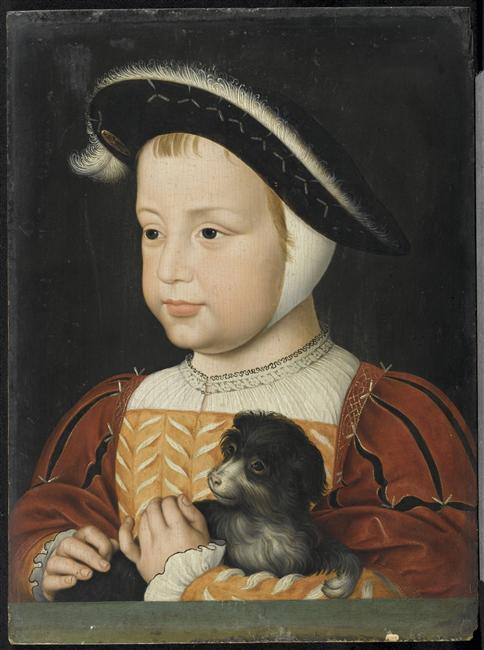
enfant, huile sur panneau de Jean Clouet des années 1520, musée Condé.

Henri de Valois naît le 31 mars 1519, au château de Saint-Germain-en-Laye. Il est le fils du roi de France, François Ier, et de son épouse, la reine Claude.
En tant que second fils du roi de France, Henri reçoit le titre de duc d'Orléans dès sa naissance. Il reçoit le nom de son parrain Henri VIII d’Angleterre.
En application du traité de Madrid (1526) entre François Ier et Charles Quint, Henri reste otage en Espagne du 17 mars 1526 au 1er juillet 1530, en compagnie de son frère aîné François, dauphin et duc de Bretagne. Cette captivité a de lourdes conséquences sur son enfance et il en garde des séquelles psychologiques, devenant notamment hypocondriaque. Ce caractère rendra difficiles ses relations avec son père, qui accorde sa préférence à son jeune frère Charles.
Considéré comme le dernier roi chevalier, la légende dit qu'il a été formé à la chevalerie par la lecture d’Amadis de Gaule pendant sa captivité, mais ce roman de chevalerie n'a été traduit en français qu'en 1540.
Jean Capello, ambassadeur de Venise à la cour de France, le décrit ainsi : « ...la taille haute et bien prise, la figure belle et agréable, le teint un peu brun... » De son côté, Joachim du Bellay affirme, dans son Tumbeau du roy Henry II, que « son visage estoit doulx, meslé de gravité. » À la différence de son père, Henri II est d'une nature plutôt taciturne. Selon le Vénitien Dandolo, il rit rarement, « au point que nombre de ceux qui sont à la cour assurent ne l'avoir jamais vu rire une seule fois. »

### Mariage avec Catherine de Médicis
Il épouse le 28 octobre 1533 la comtesse d'Auvergne Catherine de Médicis, fille de Laurent II de Médicis, unique héritière de ses biens et nièce du pape Léon X.
Cependant, son cœur reste voué à sa confidente et préceptrice depuis l'âge de 15 ans, Diane de Poitiers. On estime que c'est en 1536, qu'Henri et Diane sont, à respectivement 17 et 36 ans, devenus amants.

### Héritier du trône de France
Il succède à son frère François, mort en 1536, comme dauphin et titré de duc de Bretagne, quoique n'ayant pas été couronné à Rennes, contrairement à son frère aîné, sans toutefois gouverner le duché de Bretagne, dont son père garde l’usufruit. Après avoir fait ses armes en Picardie, Henri rejoint les armées françaises au Piémont pour en commander l'avant-garde, participe à la prise de Moncalieri (23 octobre 1537), où il rencontre Filippa Duci pour une brève aventure, dont naît son premier enfant, Diane de France. 
Cette naissance rassure le dauphin sur sa capacité à assurer sa descendance, malgré l'absence d'héritier, quatre ans après son mariage. Son infertilité temporaire est en fait due à une malformation pénienne causée par un hypospadias, comme le diagnostique son médecin Jean Fernel qui lui recommande avec succès de pratiquer le coitus more ferarum pour pouvoir procréer. 

#### Tensions à la cour de François Ier
Le 9 février 1540, Henri est investi de la jouissance de son duché, « pour son entretenement », le roi conservant la haute main sur les affaires du Dauphiné et du duché. Henri n'a en réalité aucune marge de manœuvre politique, son autorité se limite à la nomination de ses courtisans et amis à des charges et des terres. Ainsi donne-t-il à sa maîtresse Diane de Poitiers les anciennes terres ducales de Rhuys et de Fougères.
La rupture entre le roi et le dauphin éclate lors de la disgrâce du connétable Anne de Montmorency en 1541, auquel le dauphin était très attaché. La cour se trouve alors divisée en deux partis :
- le parti du dauphin avec sa maîtresse Diane de Poitiers ;
- le parti du roi avec la duchesse d’Étampes opposant le duc d’Orléans à Henri, ce qui brouille définitivement les deux frères.

#### Campagnes militaires victorieuses
En août 1542, il commande l'armée du Roussillon dans la quatrième campagne de son père et de ses alliés allemands et turcs, contre Charles Quint, et il participe au siège de Perpignan.
À l'automne 1544, il repousse les Anglais dans Calais, lève le siège de Montreuil, et échoue de peu à reprendre le port de Boulogne, finalement racheté en 1550.

#### Dernières années de son père
Durant les dernières années du règne de François Ier, les deux factions rivalisent à la cour de France : la première est menée par les conseillers du roi, l'amiral de France d'Annebault et le cardinal de Tournon, la seconde est composée des appuis du dauphin Henri, autour de Diane de Poitiers et du connétable de Montmorency.
Dans ce contexte, il fait pourtant donner un bal à Fontainebleau à l’occasion du baptême de sa fille, Élisabeth de Valois, en juillet 1546. Il s'y montra sous le costume évocateur de Capitaine tenant le bâton de commandement, dessiné par Le Primatice (Nationalmuseum, Stockholm).

## Roi de France

après son sacre par le cardinal de Lorraine pratiquant le toucher des écrouelles, livre d'heures, BnF.

### Une administration nouvelle

#### Une révolution de palais

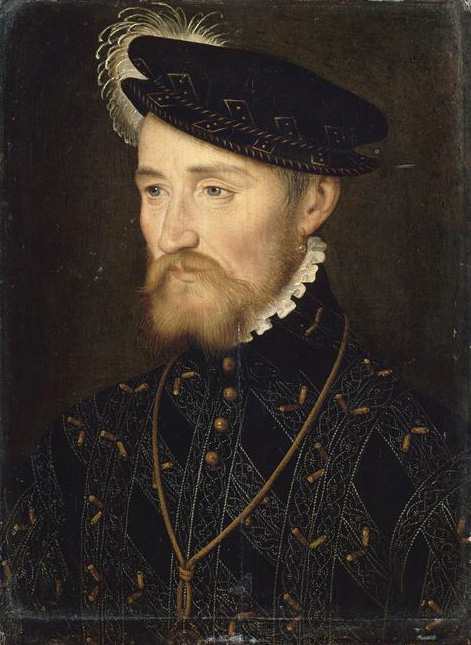
François de Lorraine, duc d'Aumale, devenu duc de Guise en 1550.
Portrait par François Clouet.

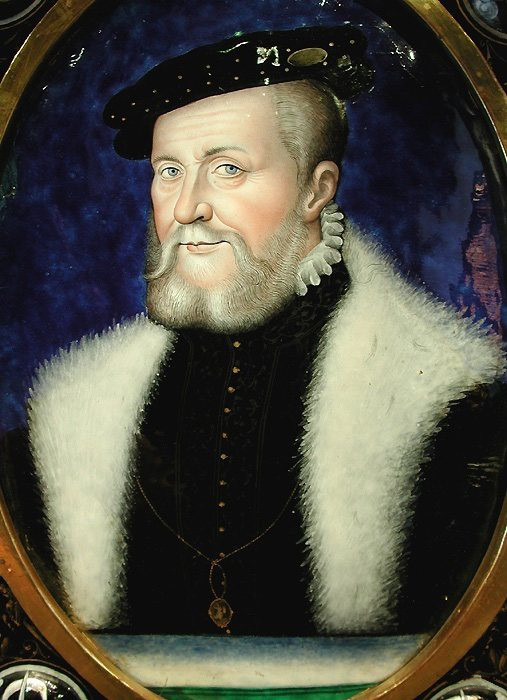
Anne de Montmorency, connétable de France.
Portrait par Léonard Limosin.

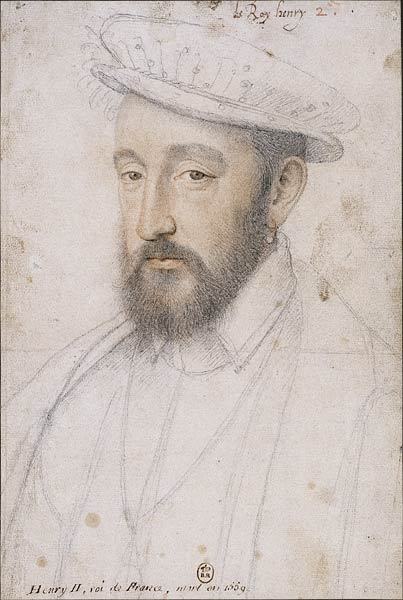
par François Clouet.

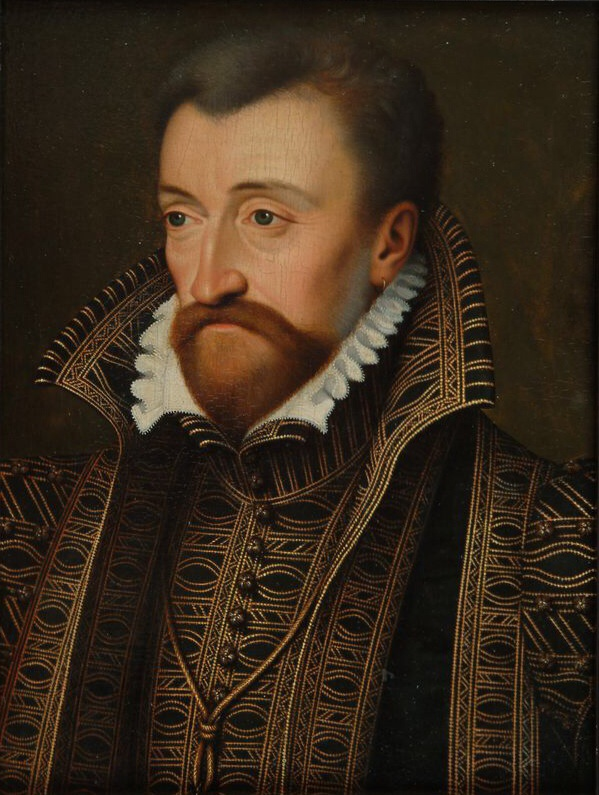
Antoine de Bourbon, duc de Vendôme puis roi de Navarre à partir de 1555, par François Clouet.

L'année 1547, avec la disparition de François Ier et l'avènement d'Henri II, voit un renouvellement complet du personnel de la Cour et des conseillers du souverain. 
L'ancienne faction au pouvoir est chassée sans ménagement et certains hauts responsables politiques sont emprisonnés et poursuivis par la justice royale. Les places au sein du conseil royal et les charges honorifiques de la cour sont redistribuées aux proches du nouveau roi : à côté d'Anne de Montmorency, on trouve désormais Jacques d'Albon de Saint-André fait maréchal et premier gentilhomme de la Chambre, et les princes lorrains, les frères François futur duc de Guise, et Charles, cardinal de Guise, futur cardinal de Lorraine.

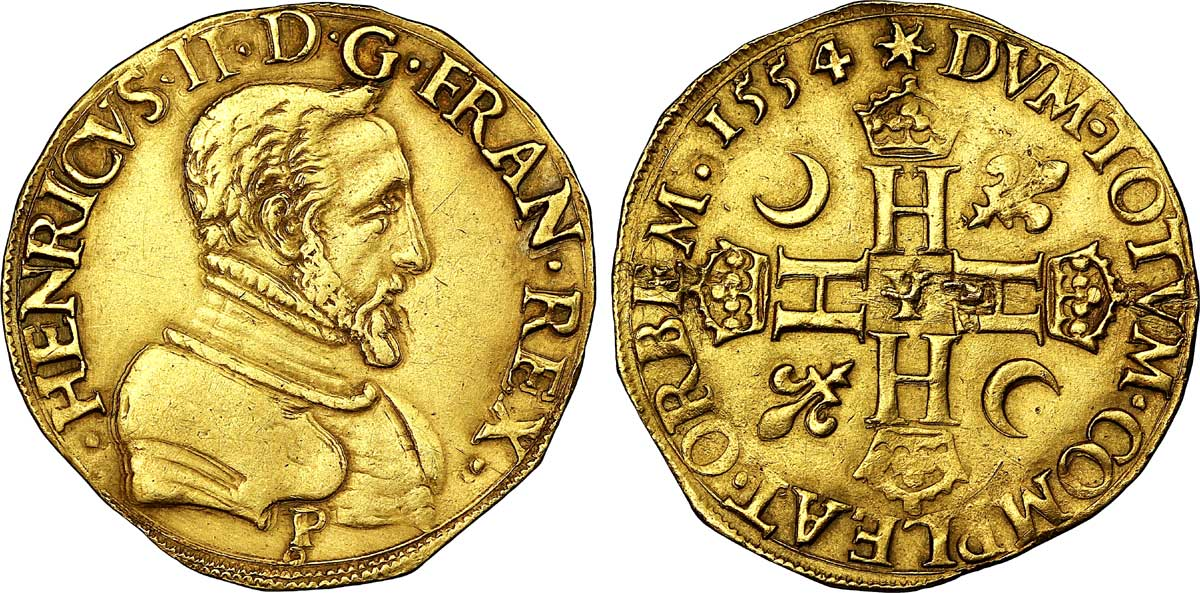
Double henri d'or à l'effigie d', 1554, Bourges.

Le nouveau roi, à 28 ans, désire marquer une rupture avec le train de vie de son prédécesseur et un courant d'austérité souffle passagèrement sur la cour royale. Le nombre de dames d'honneur est nettement réduit et l'accès à la personne royale, resserré.

#### Politique administrative
Poursuivant la politique administrative de son père, Henri II réforme certaines institutions qui contribuent à faire de la France un État puissant au pouvoir centralisé. Henri II ordonne ainsi en 1557 qu'un type unique de poids et mesures soit désormais appliqué à l'ensemble de la banlieue de Paris, puis dans un second temps à tout le ressort du Parlement de Paris, avec dépôt d'un étalon de poids à l'hôtel de ville.
Dès le début de son règne, il met en place un véritable système ministériel, généralisant le gouvernement de son père. En 1547, l'administration est supervisée par quatre secrétaires d'État, choisis dans la compagnie des notaires-secrétaires du roi. Ils sont chargés des commandements du roi et plus particulièrement de l'expédition des affaires financières. À l'origine chargés d'un secteur topographique du royaume, ils prennent en 1557 le titre de secrétaire d'État et des finances du roi. Les registres du Trésor royal sont confiés à un contrôleur général. 
Henri II poursuit également l'unification du système judiciaire avec la création (par l'ordonnance de janvier 1551), des présidiaux, tribunaux intermédiaires entre les parlements et les juridictions inférieures. Ces présidiaux sont composés de neuf juges chacun, et sont situés au siège des bailliages et sénéchaussées.
En 1553, une ordonnance royale prévoit que les maîtres des requêtes visitent chaque année les provinces.

#### Politique financière
L'année 1555 voit l'institution du Grand Parti de Lyon, un emprunt géant, levé auprès des marchands-banquiers de la ville de Lyon (principale place financière du royaume de France) qui refinance à long terme l'ensemble des dettes royales existantes. Le caractère innovant de cet emprunt n'empêche pas les circonstances militaires et politiques de le faire s'achever par une faillite, qui entraînera la convocation par le roi des états généraux de Paris en janvier 1558 pour en obtenir le vote d'une contribution.
À l'instar de son prédécesseur, Henri II doit faire face à d'importants besoins financiers et suit l'exemple de François Ier en recourant à l'augmentation des impôts existants (tentatives d'uniformisation de la gabelle, création du taillon et application de nouvelles crues de taille, développement des taxes sur les importations). 
Les mêmes causes produisant des effets similaires, Henri II doit faire face en 1548, comme François Ier à La Rochelle en 1542, à une révolte paysanne, la jacquerie des Pitauds, qui contamine les villes, dont Bordeaux. Henri II confie la répression de cette ville au connétable Anne de Montmorency. La réaction de Montmorency est brutale : la cité perd ses privilèges, est désarmée, doit verser une amende de 200 000 livres, voit son parlement suspendu. Et cent quarante personnes sont condamnées à mort. La répression s’étend ensuite dans les campagnes d'alentour, où l’on pend les meneurs. En 1549, Henri II amnistie la cité.
À l'instar de son père, il veille également à améliorer le recouvrement de l'impôt, et il ordonne (édit de janvier 1551) la réunion des quatre trésoriers de France et des quatre généraux des finances en un même corps de trésoriers généraux, dont l'effectif est porté à dix-sept.
Après les réformes administratives et fiscales engagées successivement par François Ier et Henri II, l'essentiel des ressources de l'État provient désormais des aides.

### Les relations étrangères

#### L'Angleterre
Dès 1548, Henri II connaît son premier conflit en tant que roi de France en s'opposant aux volontés du roi d'Angleterre Édouard VI. Les Anglais, voulant allier leur couronne à celle d'Écosse, souhaitent marier Édouard à Marie Stuart, reine d'Écosse. Les Écossais, défaits à Pinkie Cleugh, font jouer la vieille alliance avec la France, la Auld Alliance, et Henri II accepte d'accueillir la jeune reine, qui se réfugie à la cour de France en vue d'épouser le dauphin François. De plus, Marie Stuart, fille de Marie de Guise, est la nièce des «Lorrains», dont l'influence sur Henri II a permis d'arranger ce mariage, qui sera célébré en 1558.
En 1549 et 1550, les armées d'Henri II, sous le commandement de François de Guise et de Leone Strozzi, assiègent Boulogne-sur-Mer que les Anglais occupent depuis 1544. Le 24 mars 1550, le traité d'Outreau restitue la ville à la France, et impose la domination d'Henri II en Écosse. Plus tard, en 1558, les troupes du duc de Guise reprennent la ville de Calais, dernière possession anglaise en territoire français.

#### Les Habsbourg
Les relations d'Henri II avec les Habsbourg s'inscrivent dans la continuité de celles de François Ier.
Dès 1551, Henri II écoute les princes réformés d'Allemagne, qu'il avait bien connus lorsqu'il était dauphin. En janvier 1552, il reçoit à Chambord le margrave Albert de Brandebourg qui lui suggère d'occuper Cambrai, Verdun, Toul et Metz (ces trois dernières villes constituant les Trois-Évêchés), cités d'Empire de langue française et bénéficiant traditionnellement d'une certaine autonomie. Henri II y prendrait le titre de « vicaire d'Empire ». Le traité de Chambord est signé le 15 janvier 1552, scellant l'alliance d'Henri II avec les princes réformés, contre Charles Quint.
Le « voyage d'Allemagne » débute à Joinville, où l'armée française est rassemblée en mars 1552, sous le commandement du connétable de Montmorency et du duc de Guise. Cambrai, Verdun et Toul ouvrent leurs portes sans opposer de résistance ; le 18 avril 1552, Henri II entre dans Metz. En octobre 1552, sur ordre de Charles Quint, Ferdinand Alvare de Tolède, duc d'Albe, met le siège devant Metz, où reste une faible garnison sous les ordres de François de Guise. Le siège dure quatre mois et échoue à prendre la ville, malgré le déploiement d'importantes forces impériales : 35 000 fantassins, 8 000 cavaliers et 150 canons.

#### La poursuite des guerres d'Italie
Pour l'Italie comme en d'autres domaines, Henri II tente d'inscrire ses pas dans ceux de son père. Au-delà des motivations italiennes de ses prédécesseurs, il faut rappeler que Catherine de Médicis entretient une cour très italianisée, que sa maîtresse Diane de Poitiers descend des marquis de Ruffo de Calabre et que les Guise sont alliés à la famille d'Este : François de Guise a épousé Anne d'Este, fille du duc de Ferrare.
En 1545, le pape Paul III donne le duché de Parme et Plaisance à son fils Pierre-Louis Farnèse. Après l'assassinat de ce dernier, le duché passe à Octave Farnèse mais reste convoité par Ferrand Gonzague, gouverneur de Milan. Henri II accepte d'intervenir en appui des Farnèse, d'autant plus que Jules III, nouveau pape élu, penche nettement du côté de l'Empire. Les troupes royales, commandées par les maréchaux de Brissac et de Thermes, affrontent l'armée impériale augmentée de contingents pontificaux.
En avril 1552, une première trêve est négociée par le cardinal François de Tournon. Ce dernier, ambassadeur d'Henri II en Italie de 1551 à 1556, est plus enclin à la diplomatie qu'à la guerre, et il s'emploie à faire échouer un projet d'expédition contre Naples. Il réussit à faire placer la ville de Sienne, qui a évacué sa garnison espagnole, sous la protection du royaume de France.
Les 8 et 9 octobre 1553, une expédition du maréchal de Thermes, qui s'est adjoint l'appui d'une flotte turque, enlève la Corse aux Génois.

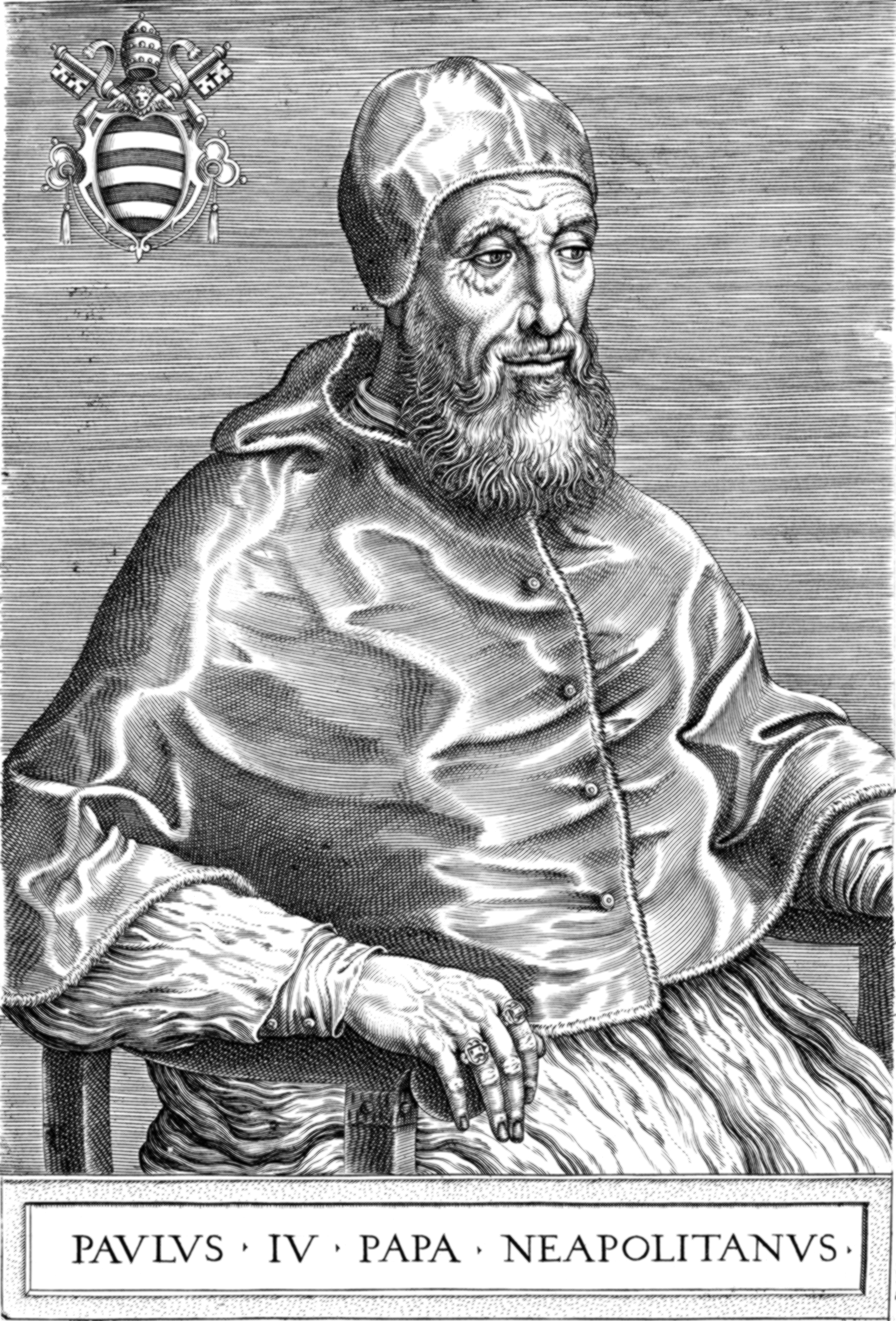
Le pape Paul IV.

En 1554, Sienne cherche à en découdre avec Florence. L'armée royale, commandée par Pierre Strozzi, est défaite le 3 août à Marciano della Chiana par l'armée de Florence ; Sienne est assiégée. Défendue par Monluc, la ville tombe le 17 avril 1555 et passe sous contrôle florentin.
Le 16 janvier 1556, Charles Quint abdique en faveur de son fils Philippe II mais conserve la couronne impériale, qu'il transmet à son frère Ferdinand Ier puis se retire au monastère de Yuste. De son côté, le roi de France perd progressivement ses appuis: les princes allemands réformés ont signé la paix d'Augsbourg leur donnant la liberté de religion et les Turcs se révèlent moins actifs en Méditerranée occidentale. Le nouveau roi d'Espagne et la France signent donc une trêve à l'abbaye de Vaucelles. La trêve est destinée à durer cinq ans et reconnaît à la France ses conquêtes territoriales du Piémont et des Trois-Évêchés. Cet accord souffre néanmoins d'un défaut majeur: tout comme la paix d'Augsbourg, il n'a pas reçu l'aval du pape.
Paul IV, élu pape en 1555, est animé d'une haine farouche envers l'Empereur : « Depuis mille ans, il n'est pas né un homme aussi méchant que lui ». Il multiplie les provocations envers Philippe II et envoie son neveu le cardinal Carlo Carafa comme légat à la cour de France en 1556. Ce dernier en revient avec une promesse d'intervention d'Henri II, qui envoie, en novembre de la même année, le duc de Guise, auréolé de sa gloire messine, rejoindre le maréchal de Brissac en Piémont, avec l'objectif avoué d'enlever Naples aux Espagnols.

#### Derniers affrontements avecPhilippeII
Philippe II se marie en 1554 avec Marie Tudor, alliance qui lui permet de bénéficier de la puissance maritime de l'Angleterre. Il dispose également aux Pays-Bas d'une armée de 60 000 hommes sous les ordres du duc Emmanuel-Philibert de Savoie. Les alliés profitent du départ de l'armée du duc de Guise pour l'Italie pour lancer l'offensive vers Paris, à travers l'Artois. L'armée française, commandée par le connétable Anne de Montmorency essuie une terrible défaite à Saint-Quentin le 10 août 1557, avec plus de 3 000 morts et plusieurs milliers de prisonniers dont le propre connétable, l'amiral de Coligny et le maréchal de Saint-André.
Henri II confie au duc de Nevers François de Clèves la constitution d'une nouvelle armée, et il rappelle le duc de Guise d'Italie pour lui confier les opérations militaires dans le Nord du pays en tant que lieutenant général du royaume. Guise choisit de marcher sur Calais, qu'il enlève le 6 janvier 1558, puis retourne vers Thionville qu'il atteint le 22 juin et enlève en juillet.

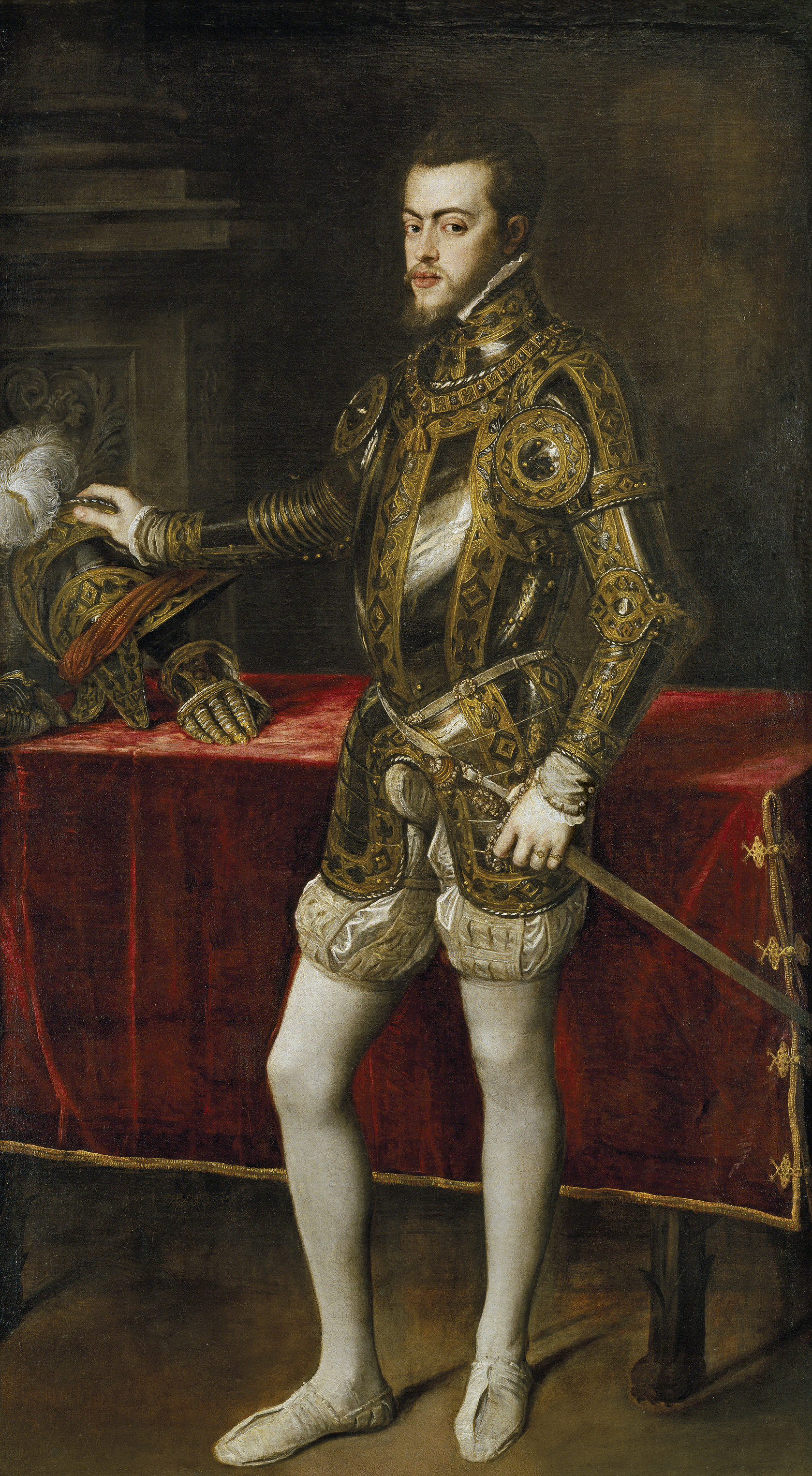
Portrait de Philippe II (roi d'Espagne) d’Espagne
par Titien.

L'armée commandée par le maréchal de Thermes est battue à Gravelines par les Espagnols. La route de Paris est ouverte. Henri II réunit alors une armée de 50 000 hommes et il se porte à la rencontre de ses adversaires. Mais les Espagnols doivent licencier leur armée de mercenaires, faute d'argent.
Les Anglais chassés du sol français et les Impériaux repoussés au-delà de la Moselle, l'équilibre est à peu près rétabli. Les deux royaumes n'ont pas vraiment les moyens de continuer la guerre, d'autant que Philippe II, veuf de Marie Tudor depuis le 17 novembre 1558, ne peut plus compter sur les ressources de l'Angleterre. Les deux pays conviennent donc d'un traité de paix signé le 3 avril 1559 au Cateau-Cambrésis. Henri II restitue à Philippe II toutes ses possessions dont le Piémont, la Savoie, et la Bresse, pourtant occupée depuis trente ans, ainsi que la Corse, mais conserve les trois évêchés de Metz, Toul et Verdun ainsi que cinq places fortes en Piémont pour trois ans. La paix est sanctionnée par deux mariages :
- Henri II donne sa fille Élisabeth en mariage à Philippe II ;
- sa sœur Marguerite épouse le duc Emmanuel-Philibert de Savoie.

De son côté, la nouvelle reine d'Angleterre, Élisabeth Ire, doit assurer son trône après une succession délicate et n'est pas en mesure de disputer la ville de Calais au roi de France. Par le premier traité du Cateau-Cambrésis, signé les 12 mars et 2 avril 1559, elle permet aux Français de conserver la ville contre une indemnité de 500 000 écus.

### Les affaires religieuses

#### Répression du protestantisme
Sous le règne d'Henri II, la réforme protestante continue de se développer. Sous l'influence de Diane de Poitiers, le roi, fervent catholique, décide de prendre de sévères mesures à l'égard de la nouvelle religion.
Dès le 8 octobre 1547, une chambre ardente est constituée au Parlement de Paris, chargée de connaître des procès d'hérésie, avec à sa tête l'inquisiteur Matthieu Ory. En trois ans, elle rend plus de cinq cent arrêts contre les protestants et est à l'origine d'une violente répression à leur encontre entre 1547 et 1549.
Le 19 novembre 1549, l'édit de Paris rend une partie de leur pouvoir aux juges ecclésiastiques.
Le 27 juin 1551, l'édit de Châteaubriant remet aux juges séculiers les causes des « hérétiques » ayant provoqué des troubles et coordonne la répression. Seuls les catholiques sont autorisés à ouvrir des écoles.
Il est complété le 24 juillet 1557 par l'édit de Compiègne, qui accentue la répression, y compris contre les catholiques qui aident ou hébergent des protestants.

#### Crise gallicane (1551)
En 1551, dans le contexte de la guerre et de la gestion des affaires italiennes, un violent conflit oppose Henri II au pape Jules III. Le 27 juillet 1551, le pape lance l'anathème contre le roi. En réaction, Henri II rompt toutes ses relations avec la papauté et l'idée d'un schisme, quoique vite écartée, est évoquée. Henri II préfère prendre des mesures de rétorsion. Il interdit le transfert des bénéfices à Rome, s'oppose à la participation des prélats français au concile de Trente et le 13 août déclare la guerre au pape. Inquiet de la rupture engagée, le pape cherche à se réconcilier dès le mois d'octobre.
Le roi bénéficie de l'appui du Parlement de Paris, toujours hostile à l'ingérence de Rome dans les affaires françaises. Ainsi, en 1557, celui-ci s'oppose au rétablissement de l'Inquisition dans le royaume.
L'attachement du roi à la religion catholique ne l'empêche pas de soutenir les princes réformés d'Allemagne et de maintenir l'alliance avec les Turcs qu'avait initiée François Ier, dans une dynamique propre au XVIe siècle d'affirmation des intérêts de l’État, même contre d'autres monarques catholiques.

#### Extension du protestantisme
Malgré tous les édits répressifs, le protestantisme connaît à la fin des années 1550 une croissance qu'il n'avait encore jamais connue. Les adhésions se multiplient dans la noblesse. 
Deux princes du sang, Antoine de Navarre et son frère le prince de Condé, contribuent à diffuser les nouvelles idées de la réforme en se faisant notamment accompagner dans leurs déplacements par des ministres. Les deux frères participent également aux célébrations du Pré-aux-Clercs organisées à Paris par les protestants en mai 1558 et auxquelles participent plusieurs centaines de personnes. Les premières églises réformées se mettent en place et en mai 1559 a lieu le premier synode national des églises, au faubourg Saint-Honoré, qui publie une confession de foi des églises françaises.
Un mouvement de sympathie naît au sein même de la cour, dans l'entourage de la reine, de la sœur du roi, Marguerite, et du roi lui-même avec les neveux d'Anne de Montmorency — François d'Andelot, le cardinal de Châtillon et l'amiral Gaspard de Coligny. Comme eux, de nombreux gentilshommes hésitent par fidélité au roi à afficher leurs convictions.

#### Crispations croissantes (1558-1559)
En septembre 1557, une émeute éclate à Paris, rue Saint-Jacques, où des réformés s'étaient rassemblés. En septembre 1557, Henri II est victime d'une tentative d'assassinat par un dénommé Caboche, vite maîtrisé par la garde du roi, et exécuté dans les heures ayant suivi son arrestation, sans procès ni interrogatoire. Cette promptitude à exécuter le régicide entraîne à l'époque la conviction qu'il s'agit d'un attentat commandité par le parti protestant, sans que la preuve ait pu en être apportée[réf. nécessaire].
Henri II répond aux tensions religieuses avec l'édit d'Écouen, le 2 juin 1559, qui stipule que tout protestant révolté ou en fuite sera tué, et nomme également des commissaires chargés de poursuivre les réformés. De nombreux parlementaires sont acquis aux idées de la Réforme et, à l'occasion de la mercuriale du 10 juin, le roi embastille ceux qui critiquent ouvertement sa politique de répression. La plupart se rétractent, à l'exception d'Anne du Bourg, qui est brûlé en place de Grève quelques mois après la mort du roi.

### Mort et succession

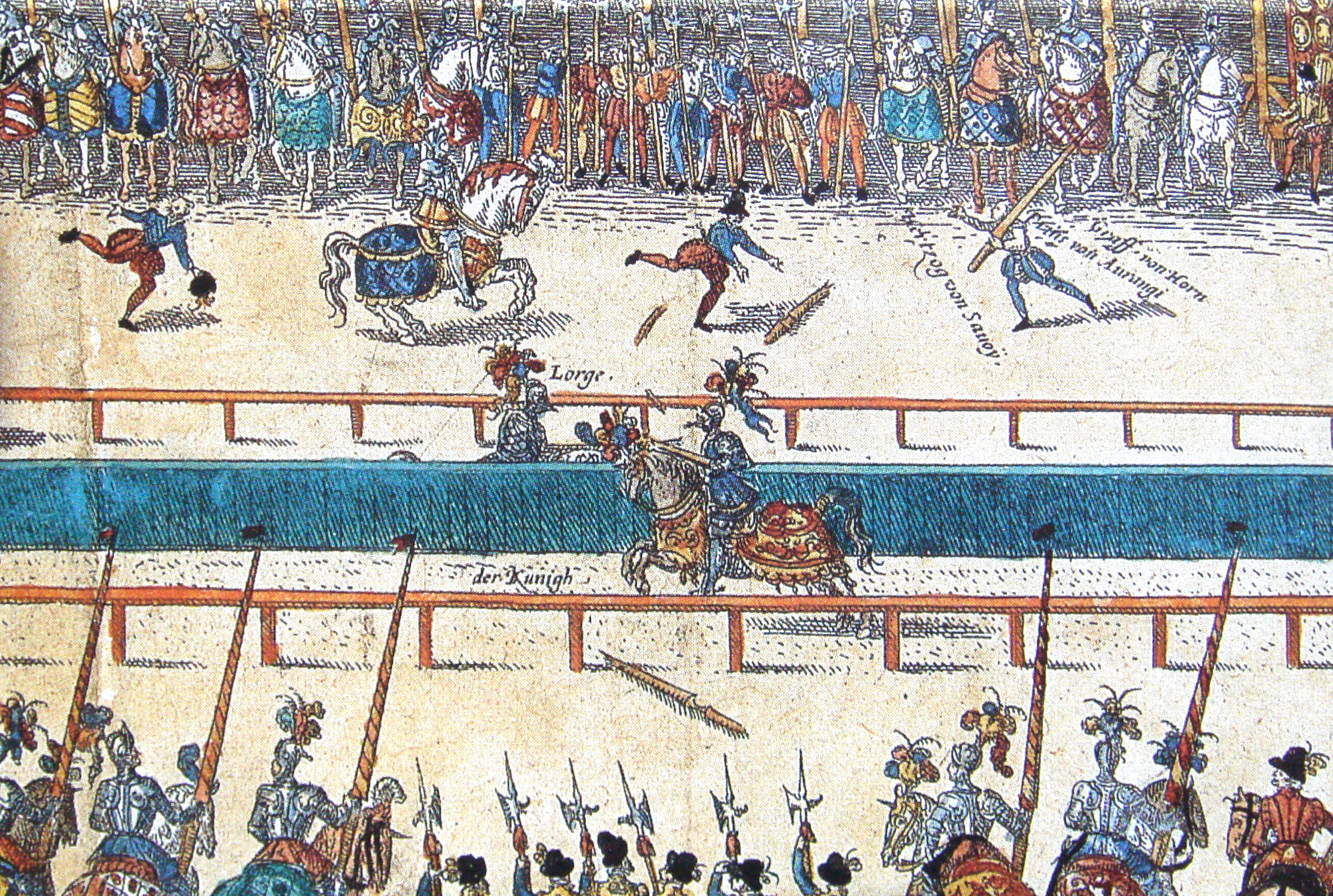
Le tournoi fatal. Gravure allemande du XVIe siècle.

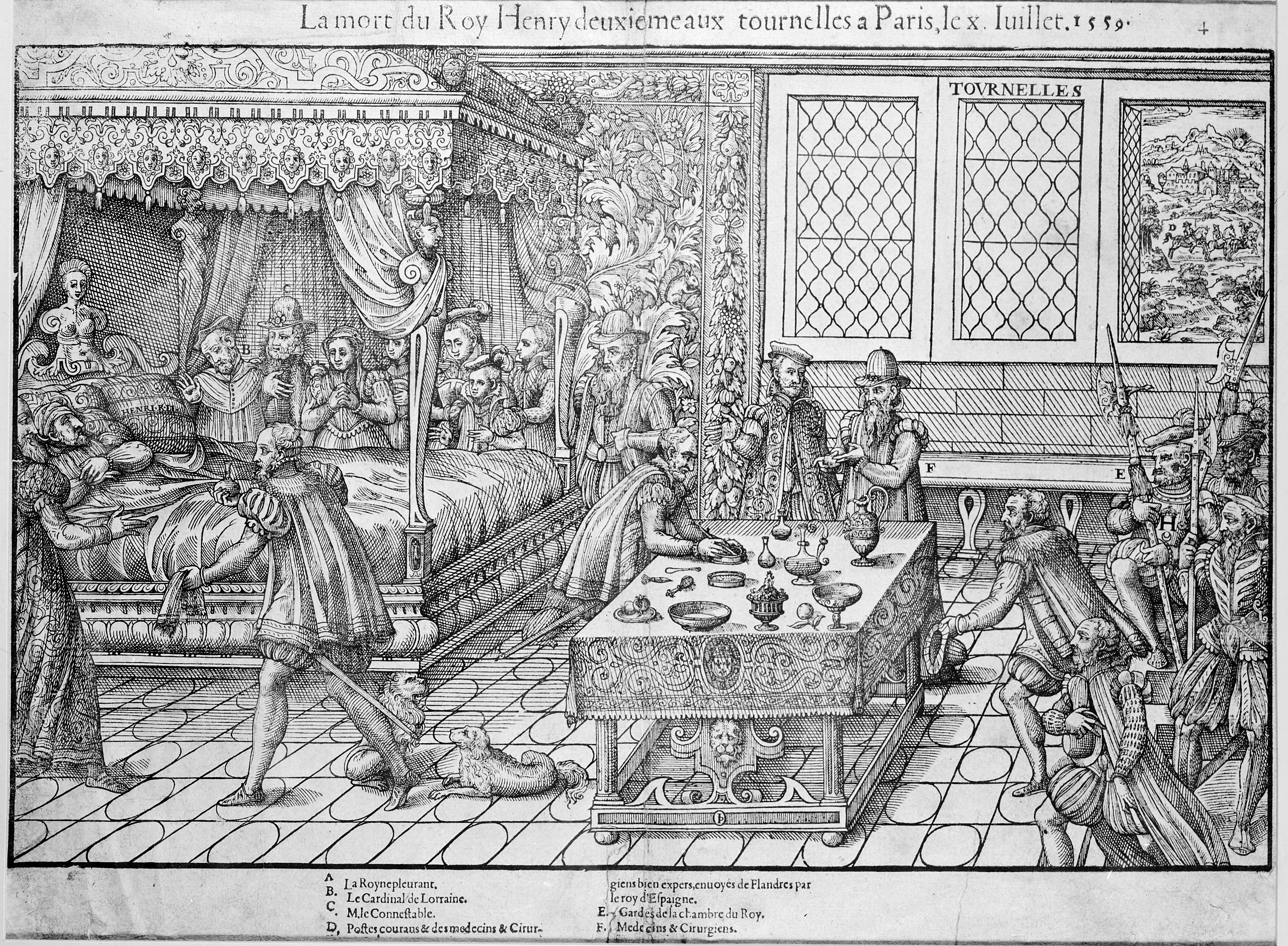
L'agonie d' à l'hôtel des Tournelles.

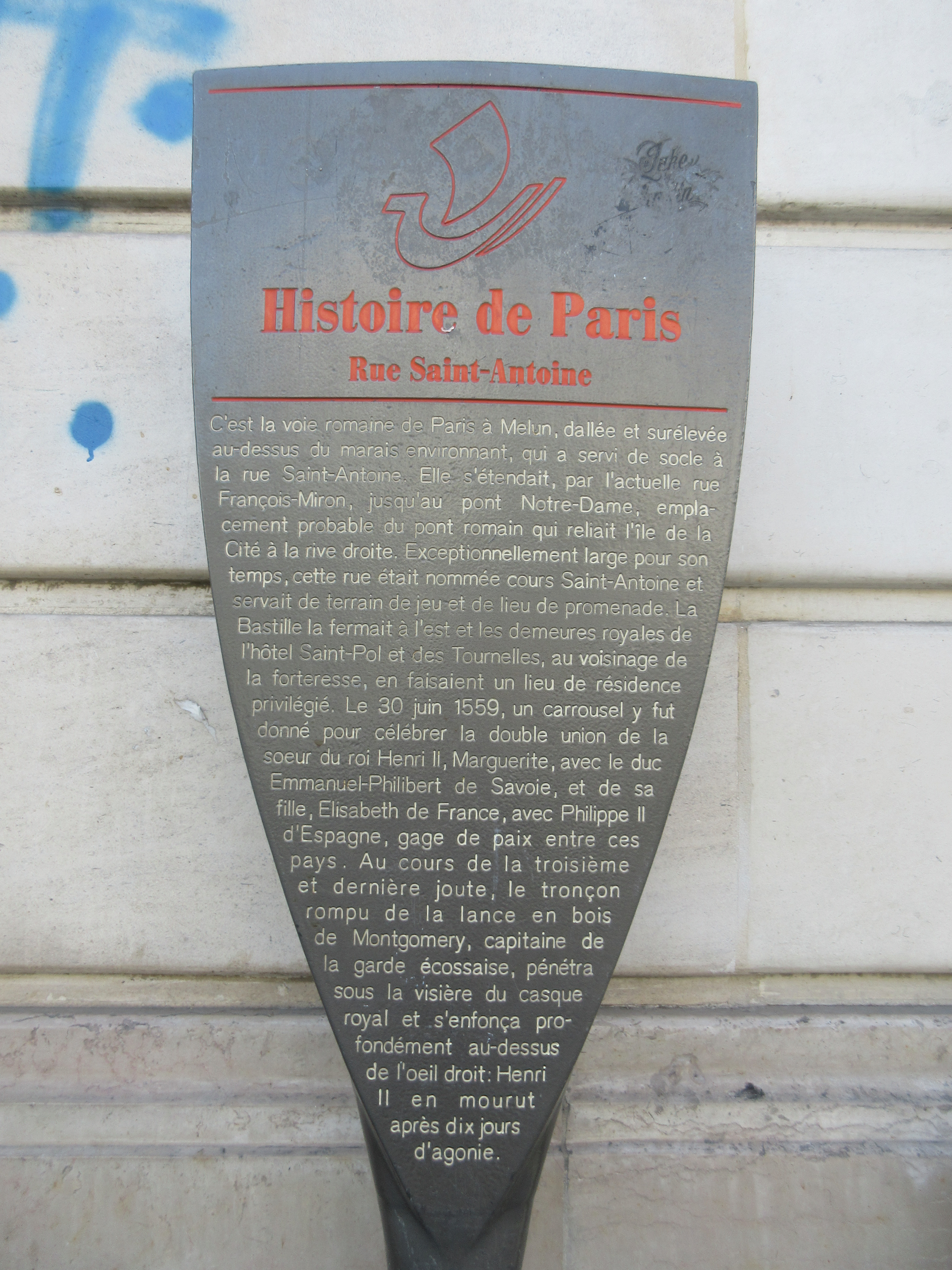
Panneau Histoire de Paris
« Rue Saint-Antoine ».

À l'occasion du double mariage d'Élisabeth de France avec Philippe II d’Espagne et de Marguerite de France, sœur du roi, avec le duc de Savoie, un tournoi est organisé le 30 juin 1559 rue Saint-Antoine, la plus large rue de Paris à l’époque, car elle a déjà les dimensions qu’on lui connaît de nos jours.
Au cours d’une joute se déroulant devant l’actuel hôtel de Sully, Henri II, désarçonné de son destrier nommé « Malheureux », est grièvement blessé par Gabriel de Lorges, comte de Montgommery, capitaine de sa garde écossaise. Les deux lances se brisent à l'impact, celle de Montgommery, emporté par son élan, heurte violemment l’œil du roi, la visière de son heaume étant à ce moment levée. Il est transporté à l’hôtel des Tournelles, résidence royale toute proche située à l'emplacement de l'actuelle place des Vosges. Malgré les soins des médecins (dont François Pidoux) et des chirurgiens royaux (dont Ambroise Paré), ainsi que d'André Vésale, chirurgien particulier de Philippe II d’Espagne appelé d'urgence de Bruxelles au chevet du blessé, le roi meurt dans d'atroces souffrances le 10 juillet.
Les entrailles et le cœur du monarque sont portés à l'église des Célestins, tandis que le corps est embaumé. Le 29 juillet, on expose l'effigie du roi sur une estrade haute de quatre marches, surmontée d'un dais. Paré des ornements royaux (la couronne fermée, la tunique de satin violet semée de fleur de lys, le manteau fourré d'hermine), tandis que le sceptre et la main de justice sont placés de part et d'autre, le mannequin témoigne de l'éclat permanent de la dignité royale. Pendant six jours, on sert les repas comme s'il s'agissait d'un être vivant. Le 5 août, l'effigie est enlevée. Le cercueil abritant le corps du monarque est désormais exposé seul, sur de simples tréteaux. Le 11 août, l'effigie et le corps sont portés solennellement à la cathédrale Notre-Dame, où l'on célèbre deux jours des messes de requiem et enfin, le 13 août, le cortège funèbre se rend à Saint-Denis.
Plusieurs astrologues auraient conseillé au roi d'éviter tout combat singulier. Le quatrain I-35, par lequel Nostradamus aurait anticipé la mort de Henri II, est l'un de ses plus célèbres, mais ni Nostradamus ni ses contemporains n'ont relié le quatrain à l’événement, :

« Le lion jeune le vieux surmontera
En champ bellique par singulier duelle,
Dans cage d'or les yeux lui crèvera,
Deux classes une puis mourir mort cruelle. »

Au cours de la Révolution française, son tombeau en la basilique Saint-Denis fut profané. Le vendredi 18 octobre 1793, son cercueil fut extrait du caveau des Valois et son corps jeté dans une fosse commune. Son gisant, le représentant aux côtés de Catherine de Médicis, réalisé par Germain Pilon en 1565 est encore visible dans la basilique.
Un monument funéraire appelé les Trois Grâces, contenant le cœur du roi, et conservé au musée du Louvre, est resté érigé jusqu'à la Révolution dans la chapelle d'Orléans de l'église du couvent des Célestins à Paris. À la Restauration, le vase de cuivre contenant la relique est remplacé par une copie en bois.

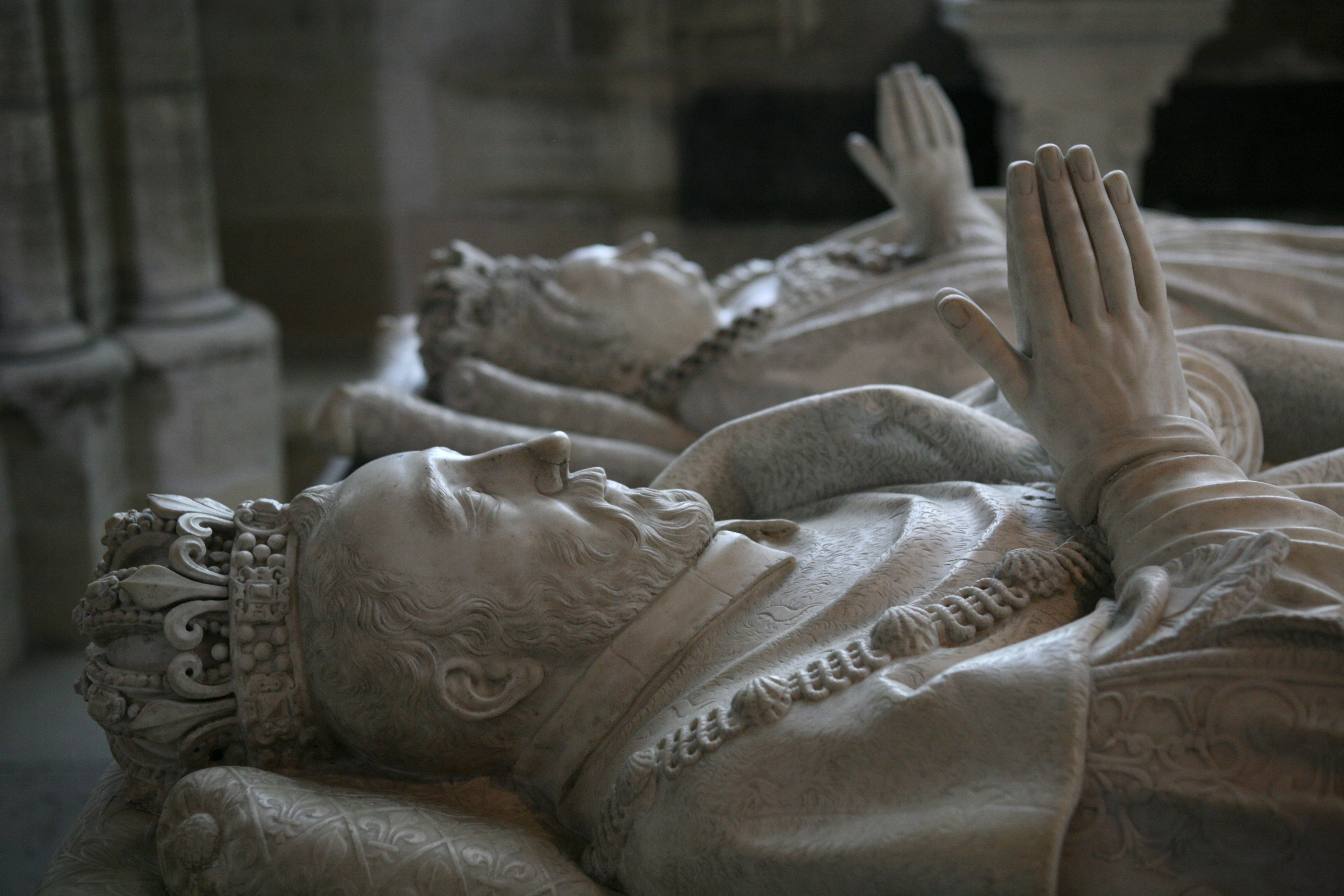
Gisant de Henri II et Catherine de Médicis dans la basilique Saint-Denis.
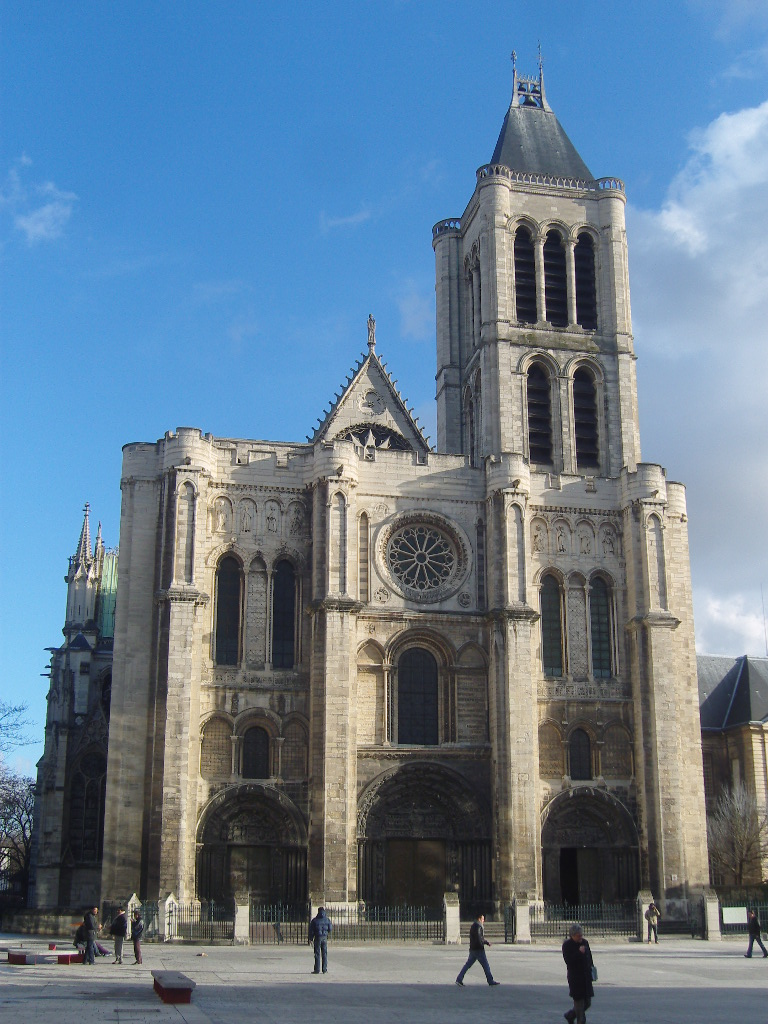
Basilique Saint-Denis.
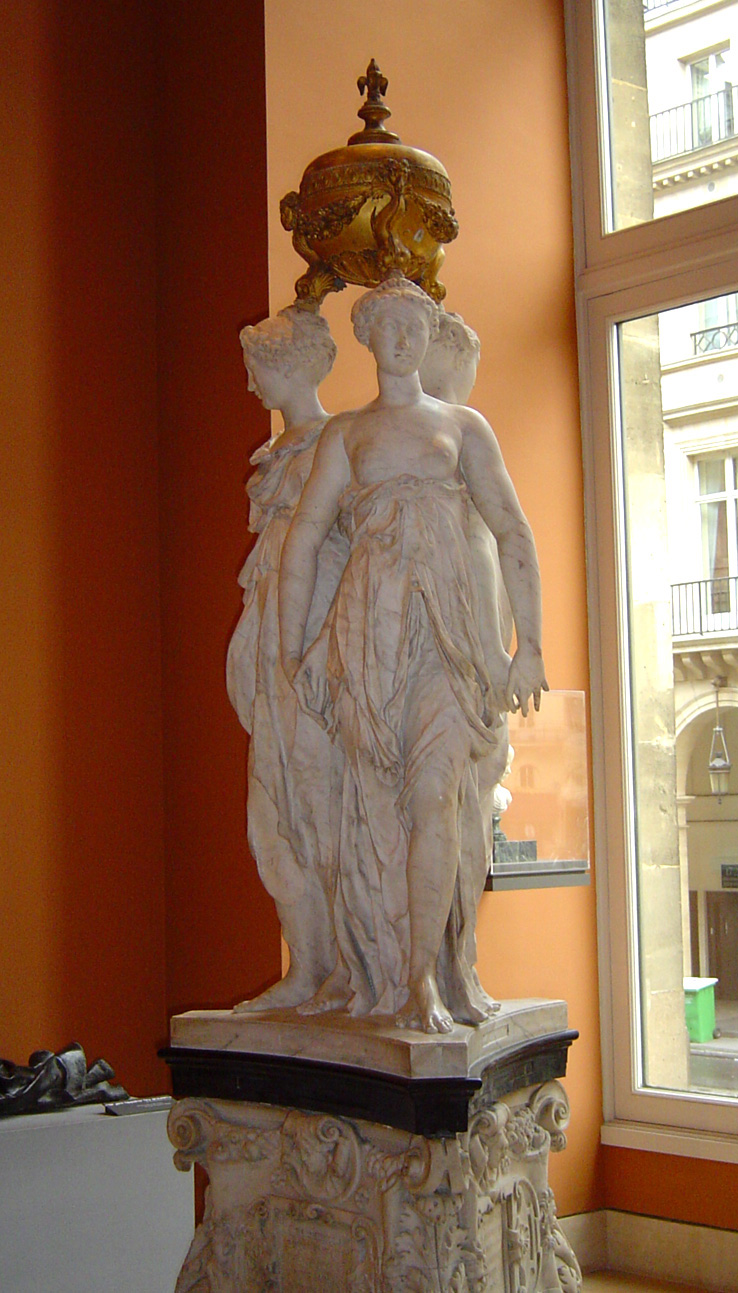
Les Trois Grâces, monument du cœur d'Henri II au musée du Louvre.
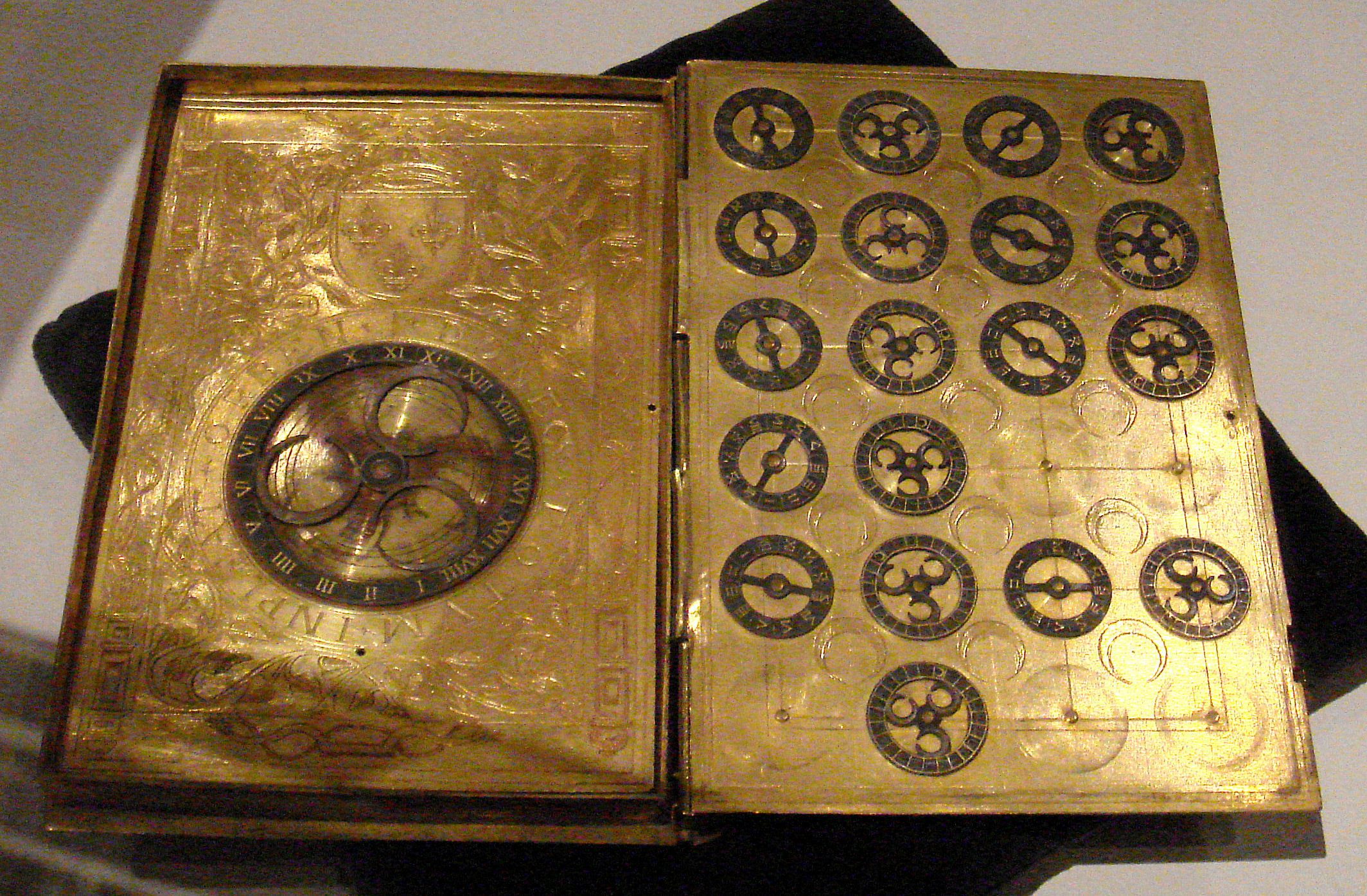
Machine cryptographique sous la forme d'un livre avec les armes d'Henri II. Musée National de la Renaissance, Écouen

François II, fils aîné d'Henri II, lui succède à l'âge de 15 ans.
Ronsard a célébré Henri II dans Les Hymnes de 1555. Le poète avait déjà écrit une Avant-entrée du Roi très chrestien à Paris pour l'entrée solennelle du 16 juin 1549.

## Le mécène

### Les arts
Henri II s'inscrit dans la continuité de son père, François Ier, dans son soutien au développement artistique et intellectuel, quoique de façon moins flamboyante. La nouveauté du règne est caractérisée surtout dans la mise en scène du pouvoir royal, par la multiplication des entrées royales et des festivités. La monarchie fait travailler ensemble poètes, architectes, sculpteurs et peintres pour magnifier le pouvoir royal à l'occasion de fêtes éphémères. Pour les entrées royales, des ouvrages sont publiés pour rappeler le souvenir des portes splendidement décorées, tels des arcs de triomphe, parfois accompagnés de poèmes et de musique jouée au passage du roi. Celui-ci fait également appel à des orfèvres réputés pour le faire revêtir de luxueuses armures de parade. Cette politique de mise en scène artistique sera habilement reprise à sa mort par son épouse Catherine de Médicis.
Henri II modifie les plans d'aménagement du palais du Louvre tels que conçus quelques années avant la mort de François Ier et confirme l'architecte Pierre Lescot à la tête des travaux. L'architecte de prédilection d'Henri II reste néanmoins Philibert Delorme, le premier à porter le titre d' « architecte du roi » qui dirige nombre de projets de construction ou de réaménagements de châteaux (Saint-Maur, Anet, Meudon…), inventeur de l'ordre français. Toujours sur un plan architectural, le règne d'Henri II voit arriver l'ordre colossal en France, introduit par Jean Bullant dans la reconstruction du château d'Écouen ou dans la construction du Petit Château à Chantilly et du château Neuf à Saint-Germain.

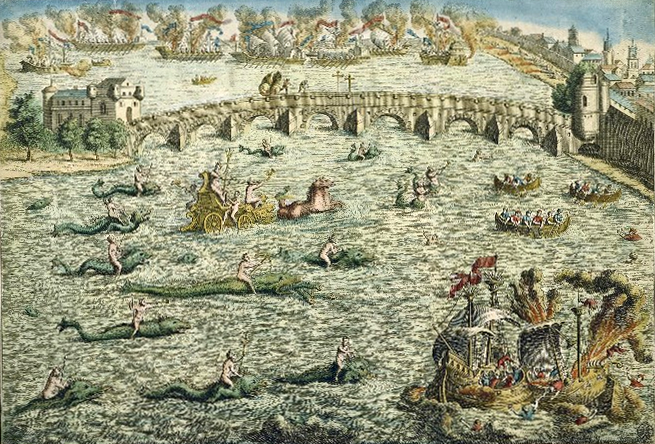
Spectacle nautique donné lors de l’entrée royale d’ à Rouen, le 1er octobre 1550.

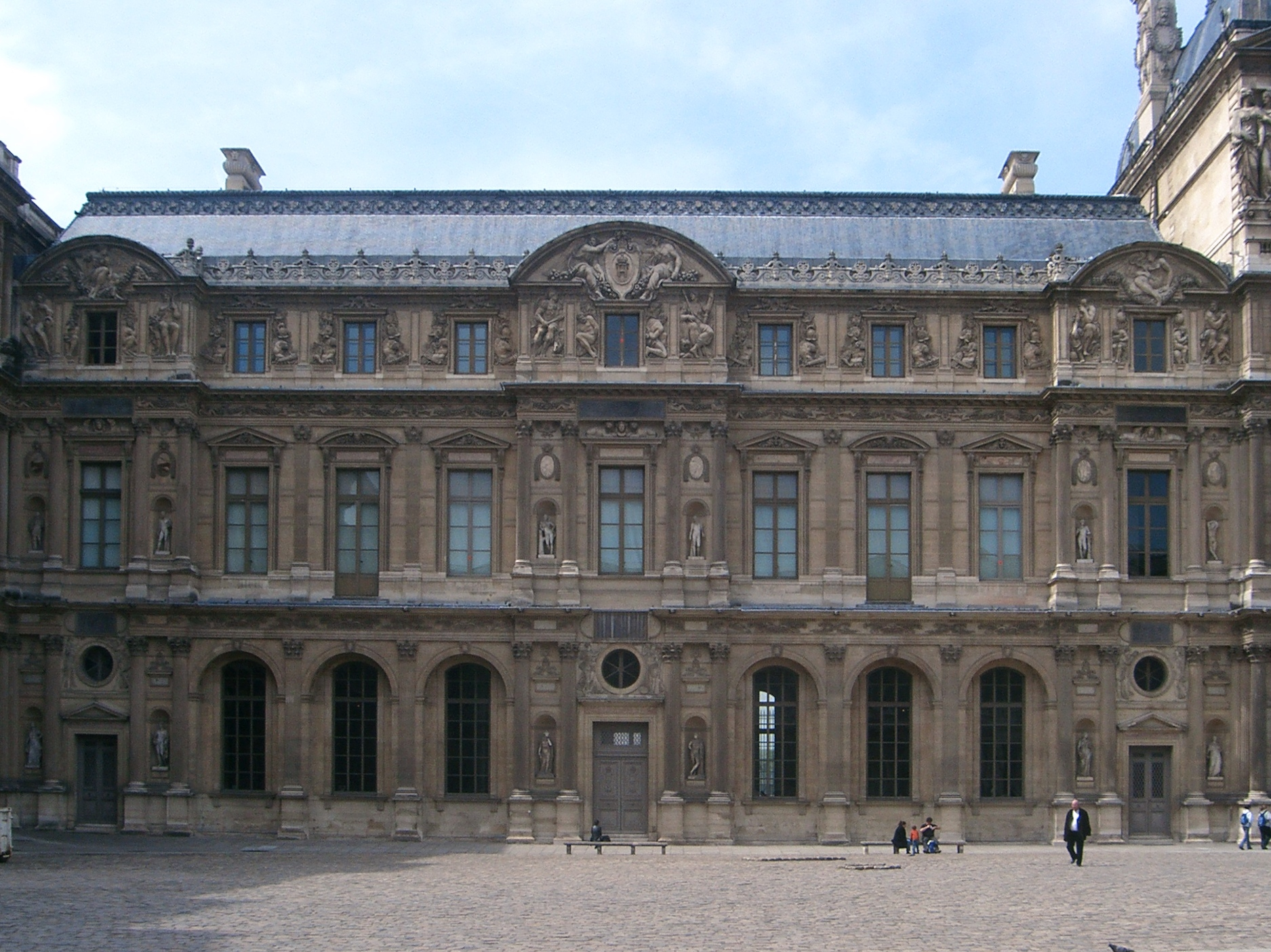
Aile Lescot au Louvre.

Les sculptures de l'aile dite « Lescot » du Louvre sont l'œuvre de Jean Goujon, sculpteur du roi. L'autre sculpteur emblématique du XVIe siècle, Germain Pilon se fait une spécialité des sculptures funéraires, avec la réalisation des tombeaux et des gisants des rois de France.
La littérature française s'enrichit également de l'œuvre de grands écrivains, tels Michel de Montaigne et Étienne de La Boétie, et d'un nouveau mouvement poétique, la Pléiade, avec Pierre de Ronsard, Joachim du Bellay…

### Le Nouveau Monde

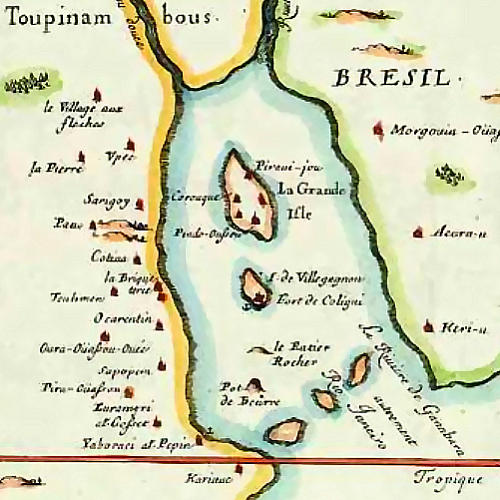
La baie de Guanabara en 1555.

En 1555, un demi-siècle après la découverte du Brésil par Cabral, Henri II charge le vice-amiral de Bretagne Nicolas Durand de Villegagnon de l'installation d'une colonie française dans la baie de Guanabara (au Brésil), reconnue cinq ans auparavant par le navigateur et cartographe Guillaume Le Testu. Des Havrais ont installé un comptoir quelques années plus tôt, proche de l'actuel Cabo Frio, afin de fournir l'industrie drapière de Rouen en bois brésil, dont est tirée une teinture rouge.
Accompagné de six cent colons, Villegagnon fonde la France antarctique et fait construire une bourgade, Henryville, et le fort Coligny pour en défendre l'accès. Villegagnon a lancé son expédition avec d'importantes difficultés de recrutement et doit faire face à des défections dues à sa rigueur morale, opposée aux relations charnelles entre colons et indiennes tupinambas. Il renvoie Le Testu en France pour solliciter des renforts. L'amiral Gaspard de Coligny accède à cette requête qui rejoint son objectif de créer une colonie protestante dans cette région du monde. Trois navires quittent Honfleur le 19 novembre 1556 avec à leur bord un groupe de réformés, dont le pasteur Jean de Léry.
Ce dernier évoque, dans son récit, les dissensions continuelles au sein de la colonie, notamment ses affrontements avec André Thevet, moine franciscain et aumônier de l'expédition initiale de Villegagnon. Les divisions religieuses de la communauté profitent aux Portugais qui, en 1560, prennent et détruisent le fort Coligny et signent la fin de la première aventure française en Amérique du Sud. Les premiers échantillons de pétun (tabac ou herbe angoumoisine) auraient été ramenés en France par Thevet à l'occasion de ces voyages, bien que la diffusion de l'usage de cette plante soit imputée à Jean Nicot, qui en a ramené de Lisbonne et en a vanté les propriétés curatives à Catherine de Médicis.

### Fiefs réunis à la Couronne
L'extension territoriale réalisée sous François Ier, la brièveté du règne d'Henri II et le succès relatif de ses campagnes militaires expliquent la faible évolution du territoire de la Couronne à la mort du roi. Il convient néanmoins de mentionner l'union de la Bretagne à la France, effective du fait du sacre d'Henri, déjà duc de Bretagne, bien qu'elle soit logiquement portée au crédit de François Ier.
Les territoires italiens et savoyards, ainsi que la Corse, sont perdus à la suite des défaites de Saint-Quentin et Gravelines. Les seuls succès en la matière sont donc l'annexion des Trois-Évêchés en 1555 et celle des comtés de Calais et d'Oye en 1558.

## Descendance

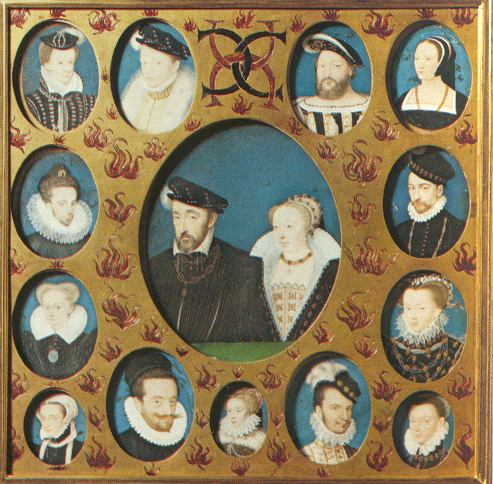
Tableau de famille de et de son épouse.

Catherine de Médicis a longtemps été considérée comme stérile car, en 1543, après dix ans de mariage, elle n'avait toujours pas donné de descendants au roi Henri II. La situation a été débloquée par l'intervention du mathématicien astronome Jean Fernel, premier médecin du roi, qui, ayant découvert que celui-ci souffrait d'hypospadias, a conseillé aux époux d'adopter la position dite more ferarum qui a permis à Catherine de Médicis de tomber bientôt enceinte et d'enfanter en 1544 le futur François II. Finalement, en douze ans, la reine a donné à Henri II dix enfants, dont trois morts en bas âge :
- François (1544-1560), roi de France de 1559 à 1560 sous le nom de François II ;
- Élisabeth (1545-1568), épouse Philippe II d'Espagne (1559) ;
- Claude (1547-1575), épouse Charles III de Lorraine (1559) ;
- Louis (1549-1550), duc d'Orléans ;
- Charles (1550-1574), roi de France de 1560 à 1574 sous le nom de Charles IX ;
- Henri (1551-1589), roi de Pologne (1574) puis roi de France de 1574 à 1589 sous le nom de Henri III ;
- Marguerite (1553-1615), épouse Henri III de Navarre en 1572 ;
- François (Hercule) (1555-1584), duc d'Alençon puis d'Anjou ;
- Victoire (1556-1556) ;
- Jeanne (1556-1556).

Il a également des enfants illégitimes :
- Diane de France (1538-1619), épouse de François de Montmorency, puis duchesse d'Angoulême (de Filippa Duci) ;
- Henri d'Angoulême (1551-1586), gouverneur de Provence en 1580[7] et grand prieur de France (de Jane Stuart) ;
- Henri de Saint-Rémi (1557?-1621) (de Nicole de Savigny).

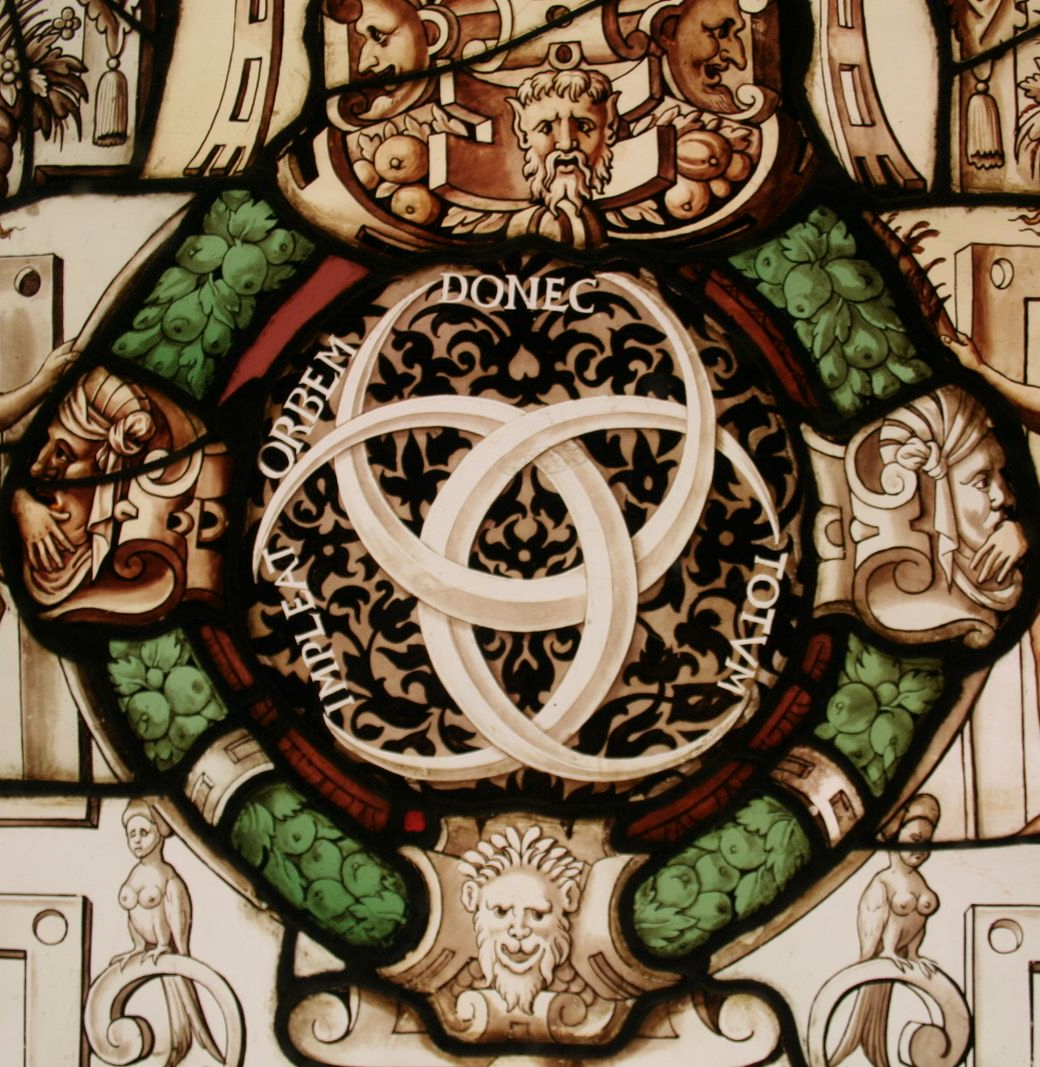
La devise aux croissants.

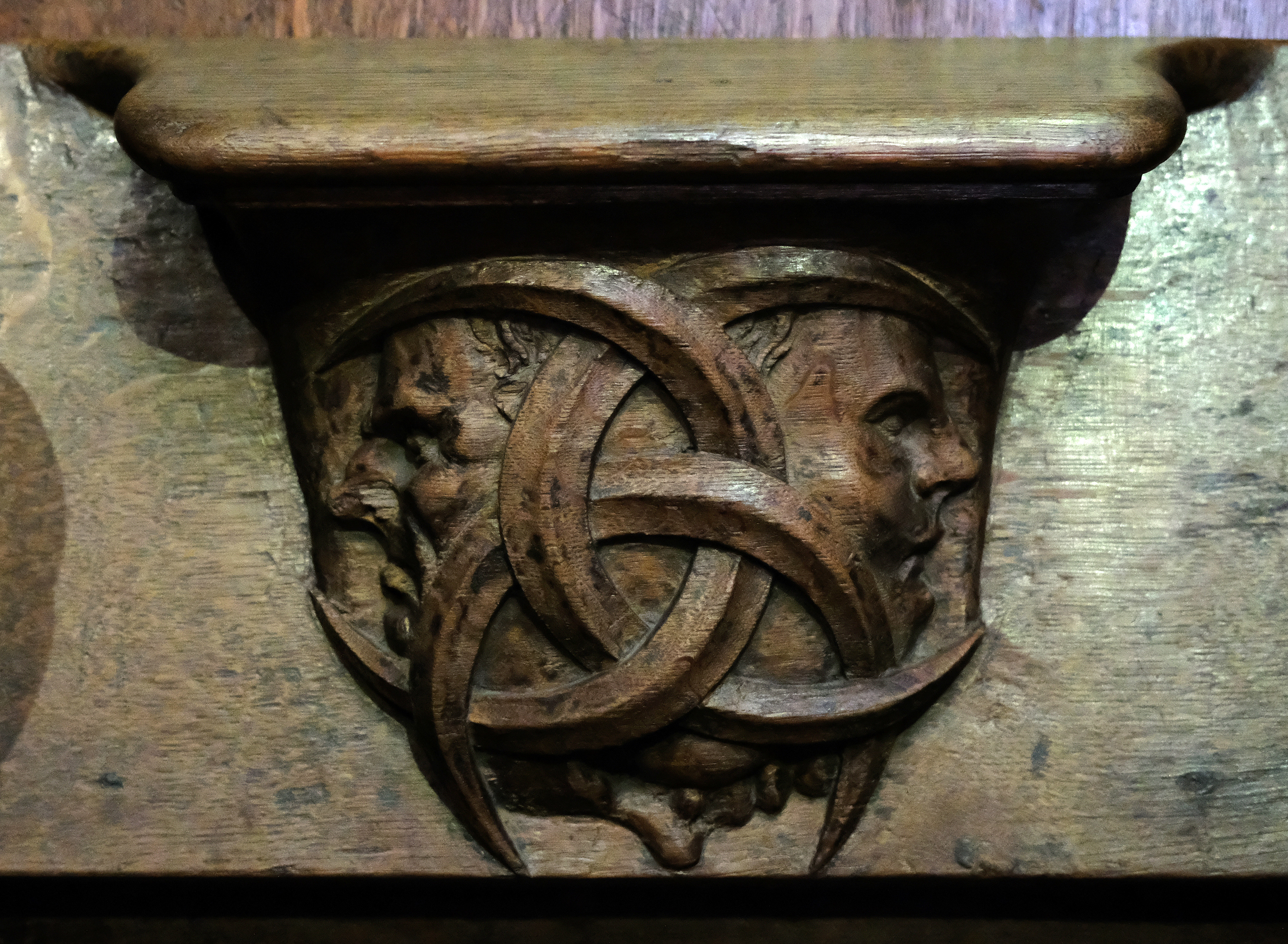
Le même symbole sur les stalles de l'église Saint-Gervais-Saint-Protais de Paris.

 (juillet 2020).

## Emblématique
Comme de nombreux princes de la Renaissance, Henri II utilise une emblématique riche et variée. Sa principale devise personnelle lui vient de sa jeunesse. Il s'agit du croissant ou plus souvent du triple croissant entrelacé, associé à la phrase latine donec totum impleat orbem (jusqu'à ce qu'il emplisse le monde entier). Le croissant provient-il de la brisure des Valois-Angoulême, qui rompaient les armes de France d'un lambel d'argent chargé de trois croissants de gueules ? Comme souvent, ce corps de devise formait un jeu de mots avec la sentence : à l'origine, il soulignait le fait que le jeune prince n'était que le dauphin et ne jouissait donc pas de la plénitude de son pouvoir. Le croissant était certes un cercle évidé, inachevé, mais il fallait également le prendre à son sens littéral. La gloire des trois croissants avait ainsi vocation à s'accroître jusqu'à s'étendre au monde entier, orbem signifiant à la fois cercle et monde. Cette devise s'inscrivait dans la tradition impériale et providentialiste de la dynastie. Mais le croissant est aussi l'emblème de Diane chasseresse, bien entendu utilisé par Diane de Poitiers, y compris dans sa forme entrelacée…

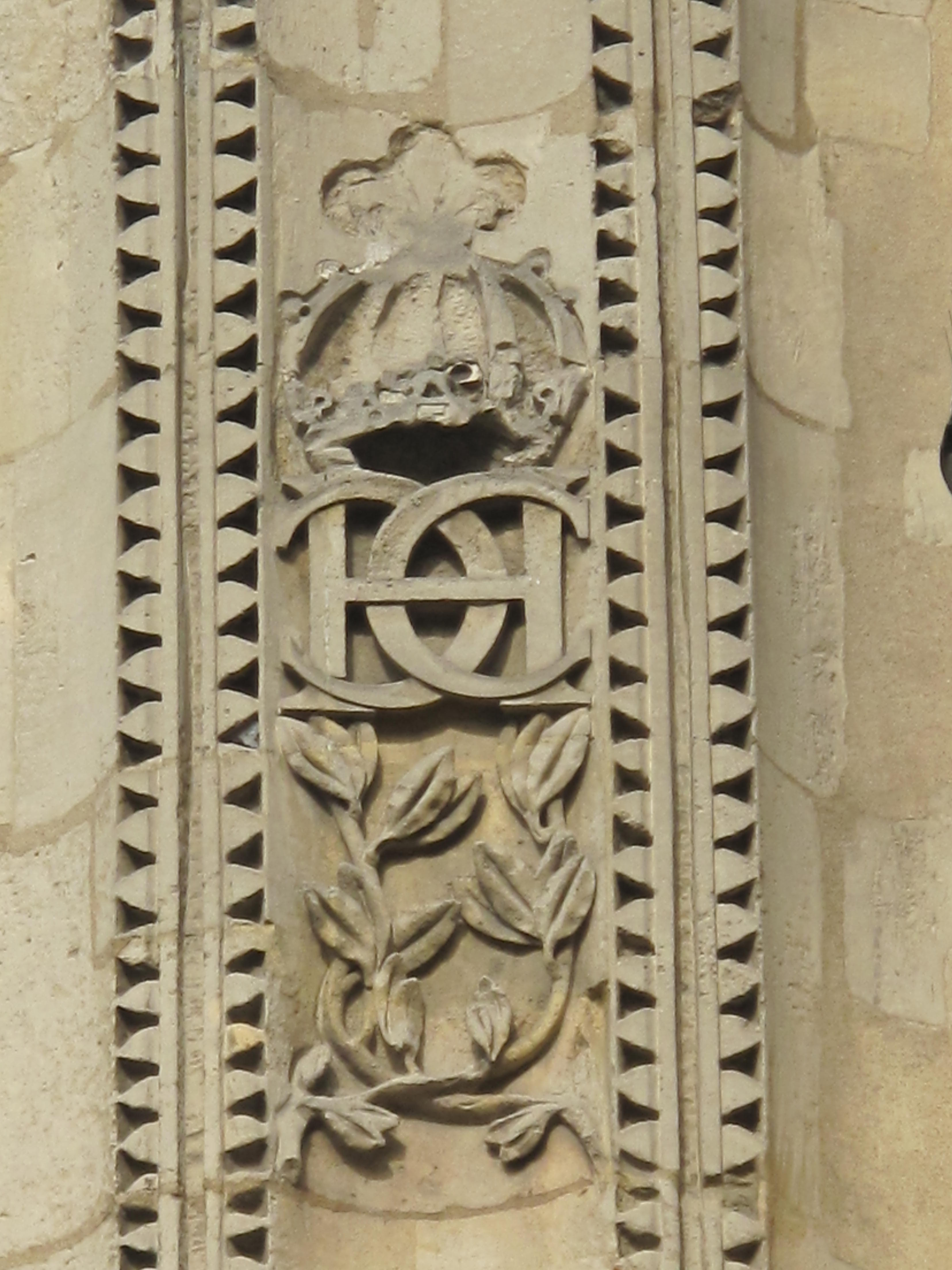
Monogramme de et Catherine de Médicis sur la colonne Médicis.

Le monogramme forme un autre élément important de l'emblématique henricienne. Il est composé d'un H et de deux C. Les deux C sont entrelacés dos à dos avec le H. Le problème est que les branches des C ne dépassent pas les jambages du H, de sorte qu'on lit plus facilement D que C. Belle ambigüité qui semble voulue mais dont Catherine n'a pas été dupe. Après la mort d'Henri II, elle a fait redessiner le chiffre avec les extrémités des C qui dépassent nettement les jambages du H, de sorte que plus aucune confusion n'est possible.
Honoré de Balzac, dans Sur Catherine de Médicis (1841-1843) refuse de croire qu'on ait pu vouloir mettre l'initiale de Diane :

« C’est ici le lieu de détruire une de ces opinions populaires erronées que répètent quelques personnes, d’après Sauval d’ailleurs. On a prétendu que Henri II poussa l’oubli des convenances jusqu’à mettre le chiffre de sa maîtresse sur les monuments que Catherine lui conseilla de continuer ou de commencer avec tant de magnificence. Mais le double chiffre qui se voit au Louvre dément tous les jours ceux qui sont assez peu clairvoyants pour donner de la consistance à ces niaiseries qui déshonorent gratuitement nos rois et nos reines. L’H de Henri II et les deux C adossés de Catherine, paraissent aussi former deux D pour Diane. Cette coïncidence a dû plaire à Henri II, mais il n’en est pas moins vrai que le chiffre royal contenait officiellement la lettre du roi et celle de la reine. Et cela est si vrai, que ce chiffre existe encore sur la colonne de la Halle au Blé, bâtie par Catherine seule. On peut d’ailleurs voir ce même chiffre dans les caveaux de Saint-Denis sur le tombeau que Catherine se fit élever à elle-même de son vivant à côté de celui de Henri II, et où elle est représentée d’après nature par le sculpteur pour qui elle a posé. »

Croissants et monogrammes sont les éléments les plus souvent employés. On les trouve fréquemment sur les monnaies. Les commandes royales en regorgent, que ce soient les reliures de la bibliothèque royale, les décors sculptés du Louvre de Pierre Lescot ou les bronzes du château de Fontainebleau.
La relation avec Diane forme un autre pôle important de la mythologie développée par Henri II et l'emblématique qui en découle. Prenant prétexte de sa passion pour la chasse, Henri II fait réaliser de nombreux décors en rapport avec la déesse antique de la chasse, Diane. Les arcs et les flèches, les cerfs et les chiens, caractéristiques de la divinité, sont très fréquents dans l'emblématique henricienne. On les retrouve ainsi dans les vitraux que le roi offrit à la Sainte-Chapelle de Vincennes ou au plafond de l'escalier Henri II du Louvre.

## dans la culture

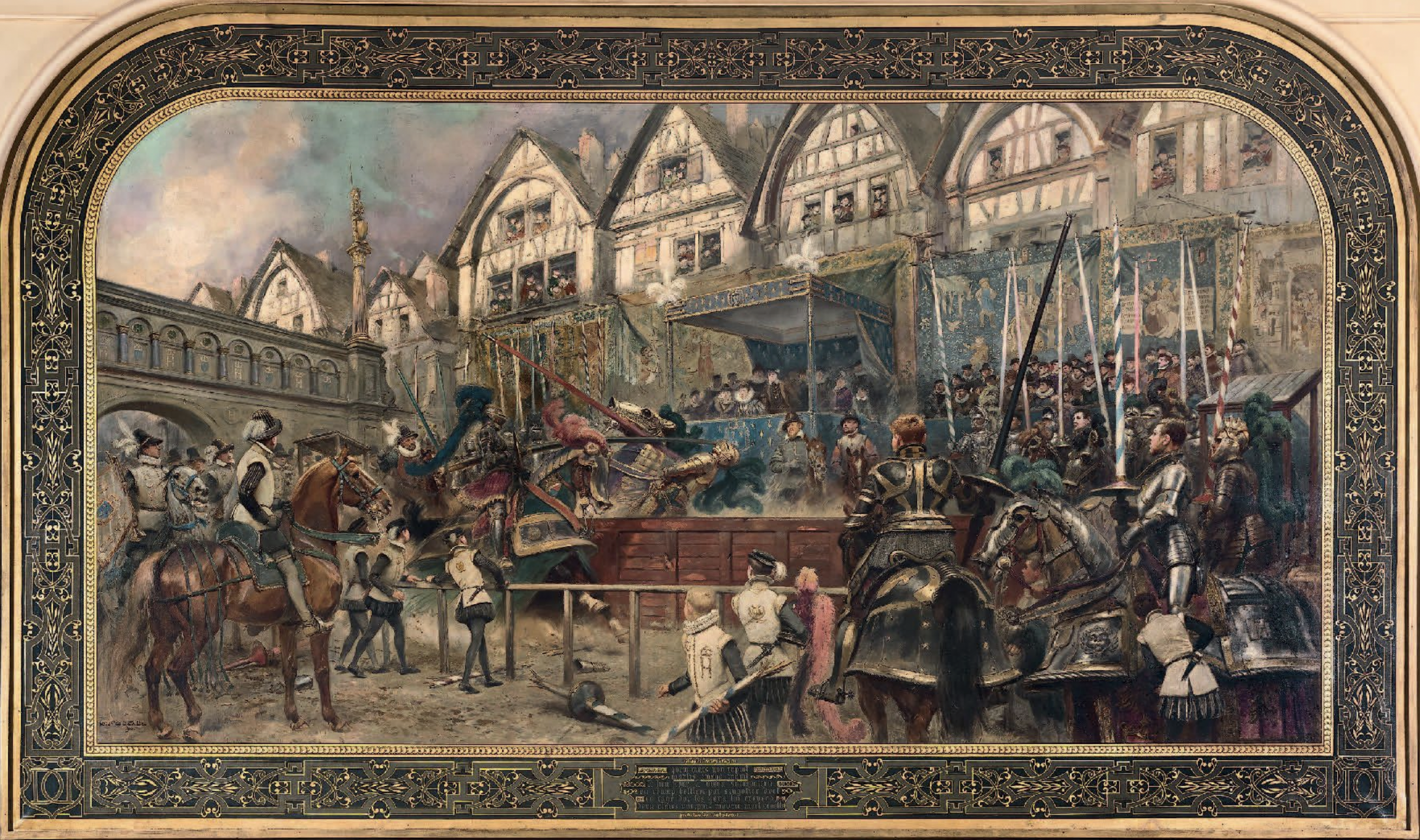
Édouard Detaille, La mort du roi Henri II au tournoi de l’hôtel des Tournelles, 1906.

## HenriIIdans la culture

### Citation
« Reste à avoir bon cœur et ne s'étonner de rien », écrit après la bataille de Saint-Quentin remportée par le duc Emmanuel-Philibert de Savoie.

### Cinéma et télévision
- 1910 : Le Coup de Jarnac d'Émile Cohl, acteur inconnu ;
- 1934 : Willem van Oranje de Gerardus Jan Teunissen avec Eduard Palmers ;
- 1956 : 
  - Diane de Poitiers, film de David Miller avec Roger Moore ;
  - Si Paris nous était conté, film de Sacha Guitry avec Pierre Vernay ;
- 1961 : 
  - La Princesse de Clèves de Jean Delannoy avec Raymond Jérôme ;
  - Vive Henri IV… vive l'amour ! de Claude Autant-Lara avec Jean Sorel ;
- 1968 : La princesa de Cleves de Juan Guerrero Zamora, épisode de Novela avec Javier Loyola ;
- 1969 : Jeanne de Piennes d’Albert Riera avec Jacques-François Zeller ;
- 1989 : Catherine de Médicis d’Yves-André Hubert avec Jean Dalric ;
- 1994 : Nostradamus de Roger Christian avec Anthony Higgins ;
- 1998 : A tout jamais : une histoire de Cendrillon d’Andy Tennant avec Dougray Scott ;
- 2013 : 
  - Mary, reine d’Écosse de Thomas Imbach avec Stephan Eicher ;
  - Reign : Le Destin d'une reine avec Alan Van Sprang ;
- 2016 : Et si Henri III n'était pas mignon ? d'Antoine de Meaux, épisode de Secrets d'Histoire avec Yannis Bougeard ;
- 2017 : La Guerre des trônes, La véritable histoire de l'Europe avec Elya Birman ;
- 2022 : Diane de Poitiers, téléfilm de Josée Dayan avec Hugo Becker.
- 2022 : The Serpent Queen série (1ère saison) créée par Justin Haythe avec Lee Ingleby
- 2024 : Henri II, le dernier roi chevalier, documentaire, Secrets d'histoire, France 3

### Littérature
- Le roman La Princesse de Clèves de Madame de La Fayette se passe à la cour d'Henri II (puis de François II).